# Yabause
Yabause es un emulador open source de Sega Saturn. Se ejecuta principalmente en Windows, Linux, OpenBSD y Mac OS X con las bibliotecas OpenGL y SDL, y además en forma no oficial en FreeBSD.

## Historia
El desarrollo de Yabause se originó inicialmente en Linux, cuyo primer lanzamiento fue el 12 de septiembre de 2003. El soporte para Windows y MacOS llegaría con la versión 0.0.6 el 5 de julio de 2004, y para OpenBSD con la versión 0.8.5 el 23 de junio de 2007.

### Historial de lanzamientos
- 0.0.1 (12 de septiembre de 2003)
- 0.0.4 (10 de febrero de 2004): SDL se incorpora en Yabause
- 0.0.5 (31 de mayo de 2004): carga la pantalla del BIOS
- 0.0.7 (5 de diciembre de 2004): primer portado a otros sistemas operativos.
- 0.5.0 (27 de septiembre de 2005): mayor compatibilidad
- 0.6.0 (24 de diciembre de 2005): interfaz gráfica para el usuario y mejoras en la velocidad.
- 0.7.0 (21 de agosto de 2006): reescritura del software de renderizado.
- 0.8.0 (23 de diciembre de 2006): más interfaces gráficas y mejoras en la compatibilidad.
- 0.8.5 (23 de junio de 2007): mejor soporte de BIOS, soporte oficial para OpenBSD.
- 0.8.6 (18 de agosto de 2007): corrección de errores
- 0.9.0 (23 de septiembre de 2007): soporte para fondos intercambiables, mejoras en la interfaz para usuarios.

## Características
Yabause tiene las siguientes características:
- Código abierto y extremadamente portable.
- Habilidad de cargar imágenes de CD o directamente un disco Saturn.
- Depuración.
- Emulación múltiple.
- Puede aprovechar la tecnología multithreading para mejorar el rendimiento.

## Futuro
Los objetivos para una futura versión estable 1.0 son:
- Salvar estados.
- Emulación completa del Sega Saturn, excepto los periféricos externos (posiblemente se hará después de otras verisones estables)